# Гуревич, Моисей Вульфович
Моисей Вульфович Гуревич (Галеви, также Мойше Гуревич; ивр. משה הלוי‎; 1895, Мстиславль — 26 декабря 1974) — советский актёр, режиссёр и педагог.

## Биография
Родился в семье купца Вульфа Гуревича и Шошаны Великовской. Двоюродный брат И.Великовского. В 1914—1917 годах учился в технической школе в Москве.
В 1917 году был одним из основателей московского еврейского театра на иврите «Габима», в 1918—1926 годах — актёр и директор этого театра. Сподвижник Е. Вахтангова.
C 1925 года — в Палестине. Руководитель театра Габима с 1926 года.
Палестино-израильский период его биографии включает организацию театра Огель (работал режиссёром до 1953 года) и драматическую театральную студию в Иерусалиме.
Поставил свыше 70 спектаклей и инсценировок, в том числе «Песня песней» и «Колдуньи» А. Гольдфадена, «Власть тьмы» Л. Толстого, «Король Лир» У. Шекспира, «Мещанин во дворянстве» Мольера, «На дне» М. Горького.

## Театральные работы
- Гадибук — 3-й батлан, раби Шимшон
- Нешеф-Брейшит (по И. Д. Берковичу) — студент